# سار 201
سار 201 (SAR201) هي منصة نفط بحرية تملكها وتديرها أرامكو السعودية. المنصة منصوبة في الخليج العربي. تم بنائها في عام 1982 في سنغافورة ويبلغ أقصى عمق حفر فيه 20000 قدم.

## وصلات خارجية
- موقع الشركة الرئيسي